# Gilbert Buatère
Gilbert Buatère, född cirka 985, död 1 oktober 1018, var en av de första normandiska riddarna i Syditalien ("Mezzogiorno"), och han hörde till Drengotsläkten. Han var son till en obetydlig, men rik riddare i Carreaux vid Avesnes-en-Bray öster om Rouen. Carreaux gav familjen det andra namnet de Quarrel. 
År 1016 var hans bror Osmond Drengot på jakt tillsammans med Rikard II av Normandie. Under jakten dödade Osmond hertigens släkting William Repostel, för att denne hade förgripit sig på en av Osmonds döttrar. Richard lät Osmond behålla livet, men förvisade honom ur landet. Innan Osmond lämnade Normandie, samlade han på sig en styrka på omkring 250 krigare: Äventyrare, fredlösa, unga adelsmän utan framtid i Frankrike och fyra av sina bröder: Rudolph, Gilbert Buatère, Rainulf och Asclettin. De drog till Italien, där de hade planer om att erbjuda sina tjänster till det bysantinska riket, som i Syditalien hade händerna fulla i kampen mot lombarderna, saracenerna, kyrkostaten och tysk-romerska riket. 
Bröderna kom nu inte i bysantinsk tjänst, då uppror utbrutit i området, och normanderna gick i tjänst hos de lombarder, som stod för upproret, Melus av Bari och Guaimar III av Salerno. Upprorsstyrkorna rasade samman med en bysantinsk här i slaget vid Cannae år 1018, och bysantinerna vann en förkrossande seger. Gilbert Buatère nämns av flera källor som normandernas ledare i slaget. Både han och brodern Osmond dödades, och av de samtidiga skildringarna framgår det att endast 10 normandiska riddare överlevde slaget.
Gilbert Buatère lyckades inte uppleva hur Drengotsläkten vann makt och inflytande i Syditalien under ledning av brodern Rainulf.